# Euaresta
Euaresta es un género de insecto de la familia Tephritidae del orden Diptera.
Se alimentan de Ambrosia y Xanthium (Asteraceae). Son del nuevo mundo, dos especies han sido introducidas en el Viejo Mundo.

## Especies
Algunas de las especies reconocidas son:
- E. adelphica Hendel, 1914[1]
- E. aequalis (Loew, 1862)[1]
- E. aliniana Hering, 1937[1]
- E. amplifrons Bezzi, 1920[1]
- E. audax Giglio-Tos, 1893[1]
- E. bella (Loew, 1862)
- E. bellula Snow, 1894[1]
- E. brevifrons Bezzi, 1920[1]
- E. bullans Snow, 1894[1]
- E. crenulata Wulp, 1900[1]
- E. festiva Loew, 1862)
- E. jonesi Curran, 1932[1]
- E. meridionalis Aczel, 1952[1]
- E. philodema (Hendel, 1914)
- E. regularis Norrbom, 1993[1]
- E. reticulata (Hendel, 1914)
- E. rufula Wulp, 1900[1]
- E. scitula Wulp, 1900[1]
- E. sobrinata Wulp, 1900[1]
- E. stelligera (Coquillett, 1894)
- E. stigmatica (Coquillett, 1902)[1]
- E. tapetis (Coquillett, 1894)
- E. toba (Lindner, 1928)
- E. versicolor Norrbom, 1993[1]